# Acropora carduus
Acropora carduus är en korallart som först beskrevs av James Dwight Dana 1846.  Acropora carduus ingår i släktet Acropora och familjen Acroporidae. IUCN kategoriserar arten globalt som nära hotad. Inga underarter finns listade i Catalogue of Life.